# Liter of Light
Liter of Light è un progetto open source per un tubo solare a basso costo che rifrange la luce solare per fornire illuminazione interna diurna per abitazioni con tetti sottili.
L'illuminazione diurna è più economica rispetto all'uso di lampade elettriche interne durante il giorno. Il dispositivo è semplice: una bottiglia trasparente da due litri viene riempita con acqua più un po' di candeggina (per inibire la crescita delle alghe) e inserita in un foro praticato nel tetto. Durante il giorno l'acqua all'interno della bottiglia rifrange la luce solare, fornendo all'interno dell'edificio circa la stessa quantità di luce di una lampadina a incandescenza da 40-60 W. Una bottiglia solare installata correttamente può durare fino a 5 anni.

## Storia
Questo uso di bottiglie di plastica per fornire illuminazione interna dalla luce del giorno è stato sviluppato dal brasiliano Alfredo Moser. Tale tecnologia è stata lanciata nelle Filippine da Illac Diaz nell'ambito della My Shelter Foundation nell'aprile 2011. Per favorire lo sviluppo dell'idea in modo sostenibile, Diaz ha implementato un modello di business da "imprenditoria locale", per cui le bottiglie solari sono assemblate e installate dalla popolazione locale, che può guadagnare un piccolo reddito per il loro lavoro. Nel giro di pochi mesi, l'organizzazione si espanse da un falegname e un set di attrezzi in una comunità a San Pedro, Laguna, contando 15.000 installazioni di lampadine solari in venti città delle Filippine, e iniziò a ispirare iniziative locali in tutto il mondo. MyShelter Foundation ha inoltre istituito un centro di formazione, che conduce workshop con giovani, aziende e altri gruppi interessati a offrire volontariamente il proprio tempo per costruire luci solari nelle proprie comunità.
In meno di un anno dall'inizio, sono state installate oltre 200.000 bottiglie solari nelle comunità di tutto il mondo. Liter of Light aveva l'obiettivo di illuminare 1 milione di case entro la fine del 2015.

## Descrizione della tecnologia

Schema di una bottiglia solare vista in sezione:
• Blu: bottiglia con acqua e candeggina
• Verde: colla o sigillante

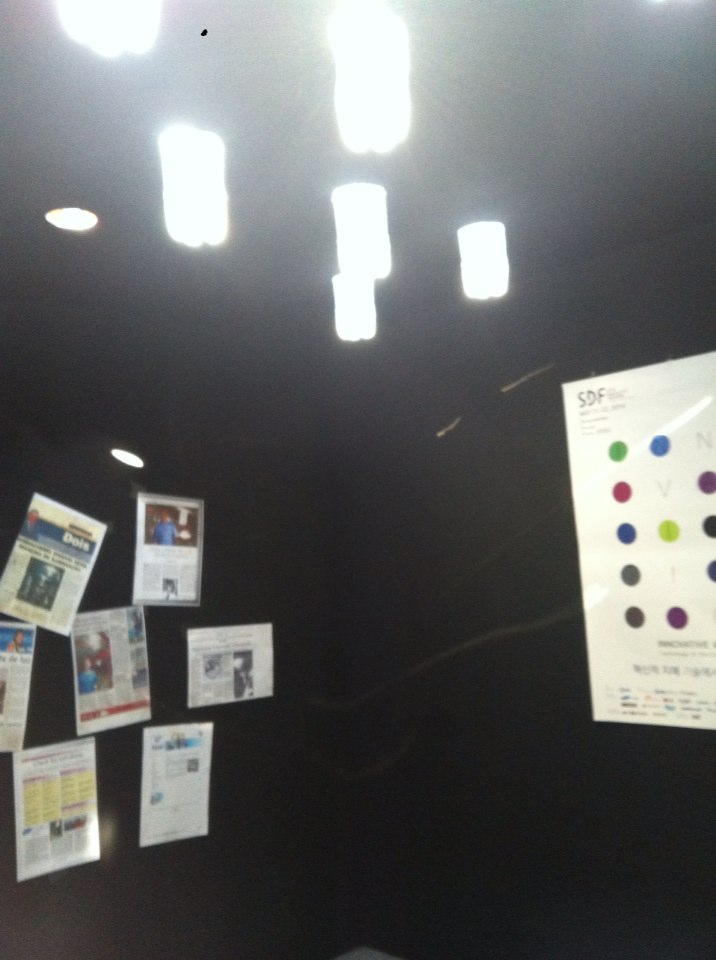
Esempio di installazione di lampade di Moser.

La "Solar Bottle Bulb", come è stata anche chiamata, è installata sul tetto delle case con lo scopo di rifrangere la luce solare per illuminare una stanza. L'innovazione del progetto risiede nell'utilizzo di materiali economici, durevoli e facilmente disponibili per produrre un'illuminazione naturale di alta qualità che consenta agli abitanti più disagiati di avere accesso a un'alternativa economica ed ecologica a lungo termine alla luce elettrica da utilizzare durante il giorno.
Le bottiglie da 1,5 litri sono le più comunemente riutilizzate per l'illuminazione. Dopo essere stata riempita con acqua e un po' di candeggina, la bottiglia viene spinta attraverso una lamiera di acciaio che funge da blocco metallico per impedirne lo scivolamento. Viene quindi installata su un tetto in lamiera ondulata. Una piccola parte della bottiglia viene lasciata all'esterno mentre il resto sporge all'interno della casa. Il sigillante viene applicato attorno al foro praticato nel tetto per mantenerlo resistente alle intemperie. Le proprietà di rifrazione dell'acqua assicurano che la luce del sole che raggiunge l'interno della bottiglia emetta la stessa quantità di luce di una lampadina a incandescenza da 40-60 W a seconda della quantità di insolazione solare disponibile. L'aggiunta di candeggina all'acqua impedisce che diventi verdastra a causa della crescita di alghe e garantisce una luce di alta qualità, mantenendo l'acqua limpida più a lungo. Al fine di facilitare l'utilizzo dell'invenzione attraverso meccanismi open source, sono disponibili online guide passo passo su materiali e installazione.
Possono essere utilizzate anche bottiglie rigide di vetro, che possono essere sigillate più facilmente rispetto alle bottiglie di plastica flessibili. Alcuni mastici reagiscono chimicamente con la plastica, rendendola nel tempo fragile.

## Premi e riconoscimenti
- 2014: World Habitat Award[12]
- 2015: Zayed Future Energy Prize[12]
- 2016: St Andrews Prize for the Environment